# Guatteria dolichopoda
Guatteria dolichopoda är en kirimojaväxtart som beskrevs av John Donnell Smith. Guatteria dolichopoda ingår i släktet Guatteria och familjen kirimojaväxter. Utöver nominatformen finns också underarten G. d. microsperma.